# أحمد الدريويش
أحمد بن يوسف بن أحمد الدريويش (بالإنجليزية: Ahmed Yousif Ahmed Al Draiweesh) أكاديمي، مسؤول عن تخصص في الفقه الإسلامي له العديد من الأعمال العلمية في عدد من المجالات الإسلامية، بالإضافة إلى ذلك فهو روى 73 كتاباً حول مواضيع مختلفة مثل السلام والوئام بين الأديان والاعتدال.
يترأس الدكتور الدريويش أيضًا مقرًا رئيسًا لتعلم الجامعة الإسلامية الدولية في إسلام أباد كرئيس لها حيث شارك أعضاء هيئة التدريس والطلاب والموظفين لتوسيع نطاق التعرض للحوار المتبادل. كتب العديد من الأطروحات حول رسالة الإسلام من السلام والإخاء، وذكر أن التطرف والعنف يتعارضان تمامًا مع القيم والتعاليم الإسلامية بينما السمة الرئيسية للإسلام هي السلام.
حصل الدكتور الدريويش أيضًا على جائزة التميز الأولى لجامعة الإمام محمد بن سعود الإسلامية لأفضل أداء، تقديراً لخدماته في مجال البحث والتدريس، كما حصل على جائزة المدينة المنورة.
بعد توليه منصبه كرئيس الجامعة الإسلامية العالمية، مثل السيد اسكواش في العديد من المنتديات الوطنية والدولية. وقد أطلق أيضًا العديد من الأقسام الجديدة خلال فترة رئاسته الحالية كرئيس الجامعة الإسلامية العالمية.
يعد الدريويش عالم إسلامي ذو مؤهلات أكاديمية، وهو مفكر عام وهو رئيس الجامعة الإسلامية الدولية، إسلام آباد، وسفير النوايا الحسنة بين المملكة العربية السعودية وباكستان.
يعد أحد أبرز العلماء الذين حصلوا على الجائزة الباكستانية "جائزة التميز" من قبل رئيس باكستان بسبب جهوده في مجال الفقه المقارن.

## المناصب الإدارية
تولى الدكتور العديد من المناصب الإدارية، وهي:
- وكيل عمادة البحث العلمي للتطوير والجودة 1439هـ - 1441هـ
- رئيس وحدة مساندة وخدمات الباحثين بعمادة البحث العلمي 1436هـ - 1440هـ
- رئيس قسم تقنيات التعليم بكلية التربية 1437هـ- 1439هـ،
- أمين مجلس قسم تقنيات التعليم بكلية التربية 1435هـ-1436هـ،
- رئيس قسم تقنيات التعليم بكلية المعلمين 1433هـ -1435هـ،
- رئيس وحدة الجودة بكلية المعلمين 1432هـ - 1433هـ،
- رئيس وحدة الجودة بكلية المعلمين 1430هـ - 1431هـ،
- المشرف الأكاديمي على دبلوم مراكز مصادر التعلم 1432هـ -1434هـ.

## الجوائز العلمية الحاصل عليها
- حاصل على المركز الثاني لأفضل 10 أبحاث في التعليم الإلكتروني لعام 2017م.[5]

- حاصل على جائزة التميز البحثي بكلة التربية لعام 1437هـ.[6]

## وصلات خارجية
- Conferred Tamgha-e-Imtiaz
- Nominated for Tamgha-e-Imtiaz
- Al-Madina Al-Munawarah Award
- President International Islamic University
- Prof. Dr. Ahmed Yousif Ahmed Al Draiweesh
- Interview at Diplomatic Insight
- Riyadh University awards High Performance Award
- IIUI president
- University of Science and Technology Bannu has signed an MoU of mutual cooperation with International Islamic University, Islamabad (IIUI)
- Executive director HEC calls on Dr. Al-Draiweesh
- Working together: IIUI inks agreements with Al-Imam university
- IIU providing quality education says Dr. Al-Draiweesh
- IIU Islamabad president honoured for contributions to education